# Jardines de Shalimar
Los jardines de Shalimar son un complejo de edificios construido entre 1641 y 1642 en la ciudad de Lahore, en la provincia de Panyab, Pakistán, por el emperador musulmán Shah Jahan de la dinastía mogol. El conjunto del Fuerte y jardines de Shalimar en Lahore fue declarado Patrimonio de la Humanidad por la Unesco en el año 1981 e incluido en la Lista del Patrimonio de la Humanidad en peligro entre los años 2000 y 2012.
Al igual que el Taj Mahal, los jardines fueron construidos en honor de su esposa favorita, Mumtaz Mahal, quien murió dando a luz a su hijo número 14.

## Etimología
De acuerdo con Anna Suvorova, profesora del Instituto de Estudios Orientales de la Academia de Ciencias rusa, el origen de la palabra «Shalimar» es probable que provenga de la frase árabe «al-sha'imarât» (شاه العمارات ) -rey de los edificios-, que con el tiempo se ha convertido en un sinónimo de jardín de gran belleza. Para la investigadora, la palabra no puede venir del sánscrito ya que un gobernante musulmán nunca habría usado una palabra en esta lengua para designar un jardín real.

## Estructura
Los jardines se encuentran dispuestos en tres grandes terrazas escalonadas descendentes con pabellones y una gran superficie ocupada por el agua retenida en estanques artificiales, configuración que permitió la creación de cascadas y cataratas. Mediante un conjunto de canales se forman las cascadas que fluyen a través de perforaciones de las paredes con pequeños nichos. Dos de las terrazas tienen planta cuadrada dividida a la vez en cuatro partes por una cruz, mientras que la terraza central es rectangular, ocupada por uno estanque rodeado por pabellones y quioscos.

## Galería

Plano de los jardines de ShalimarPlano de los jardines de Shalimar
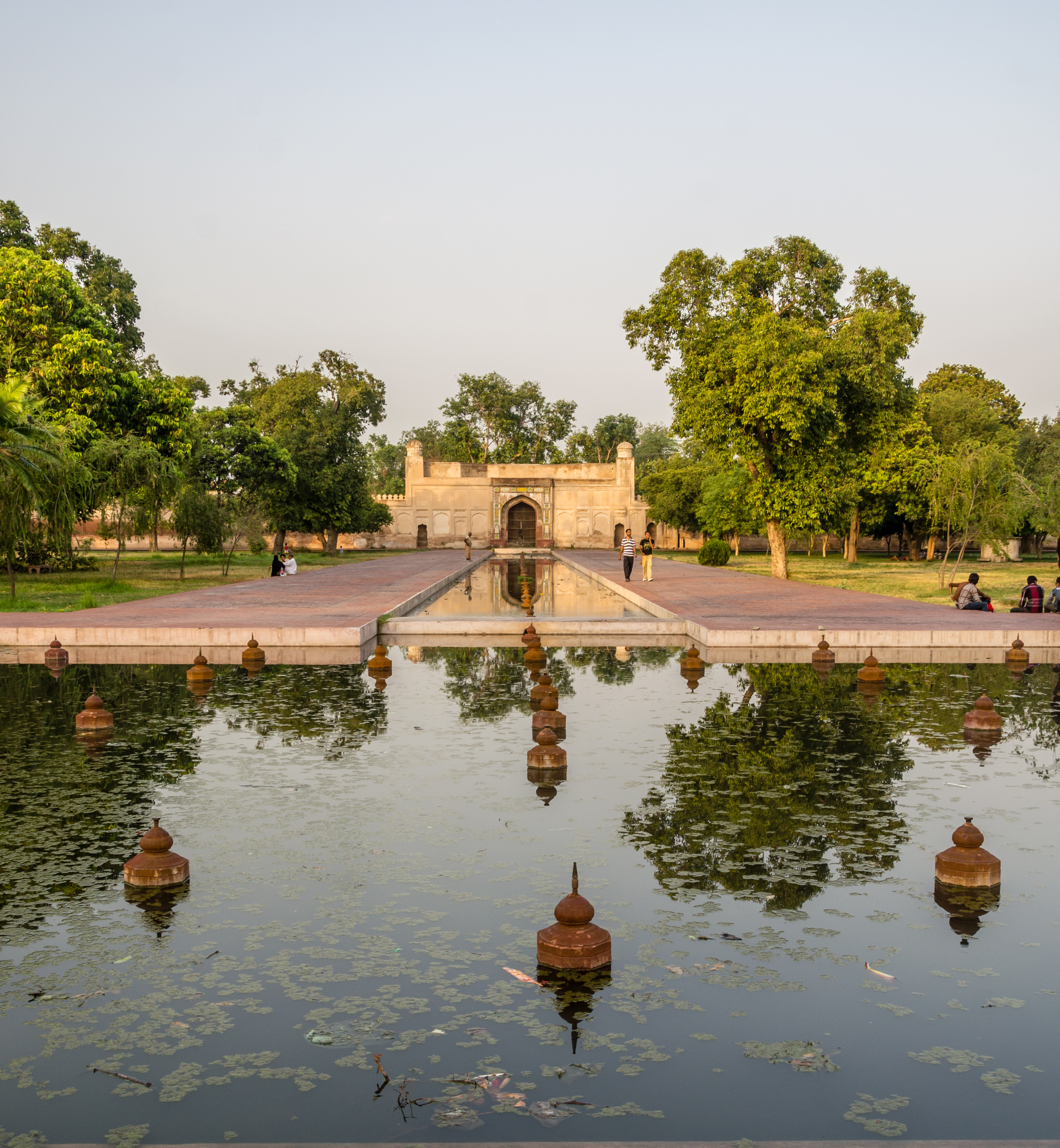
Vista general de una de las terrazas
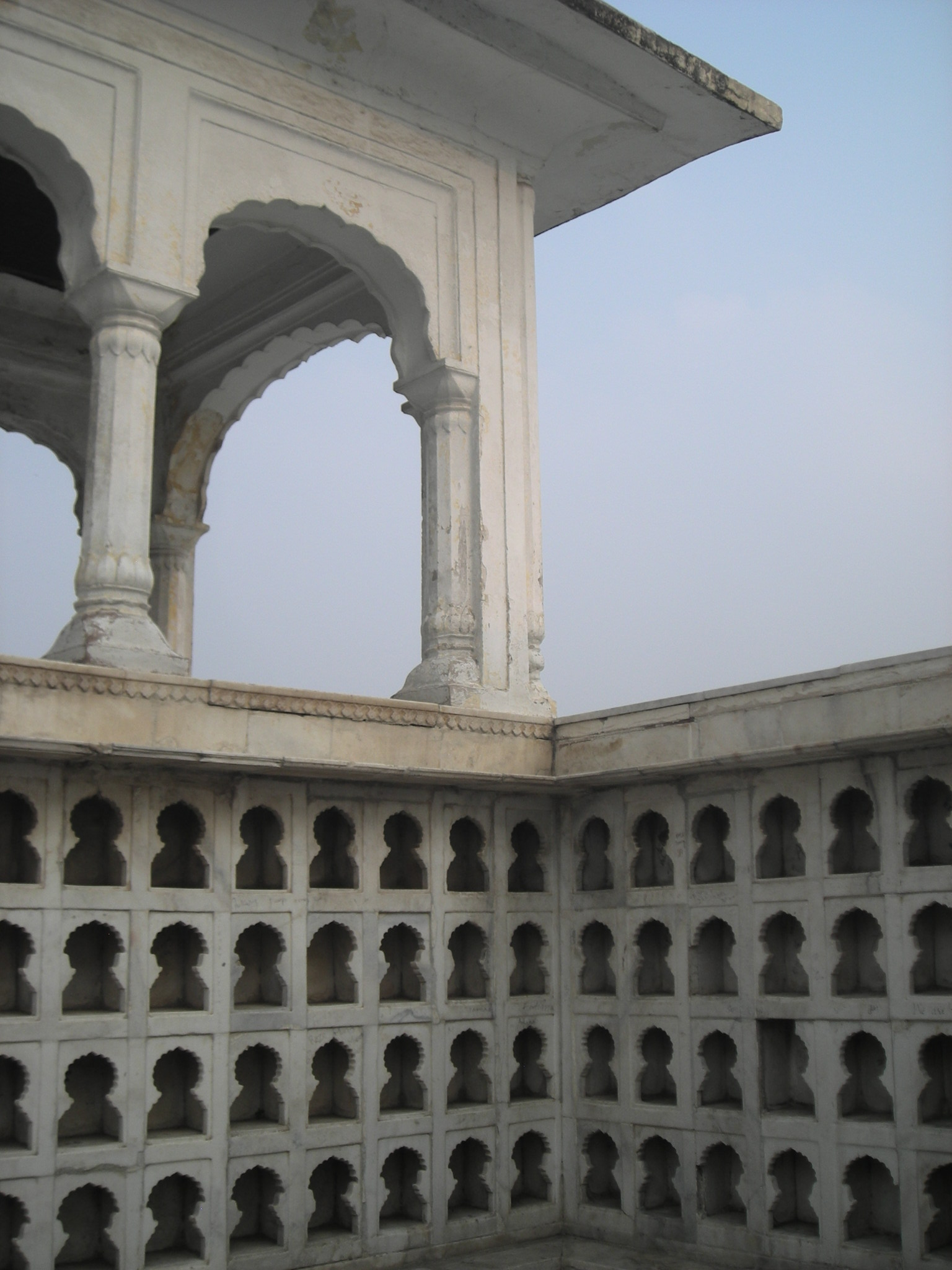
Detalles de los nichos de las paredes
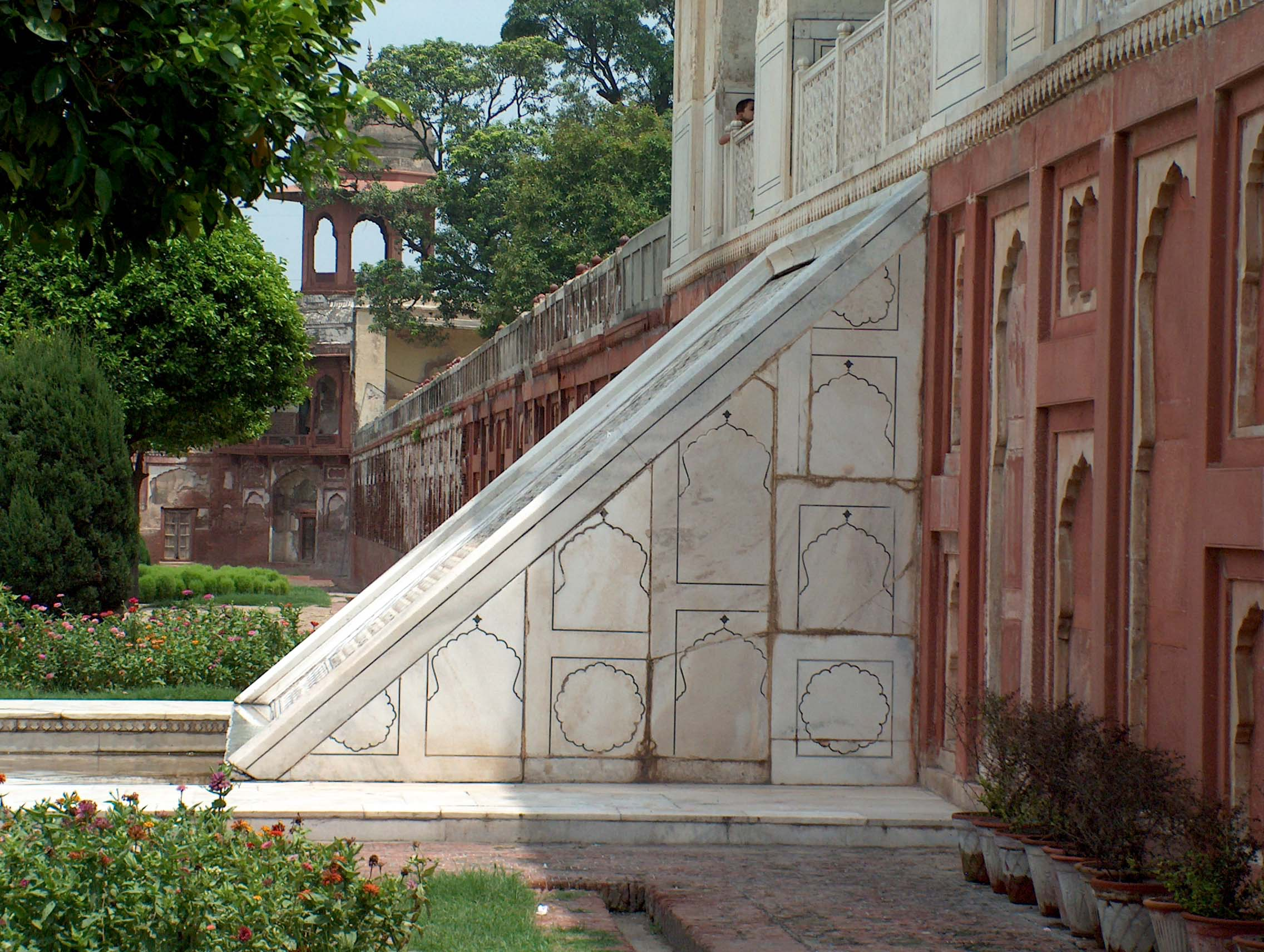
La gran cascada de mármol
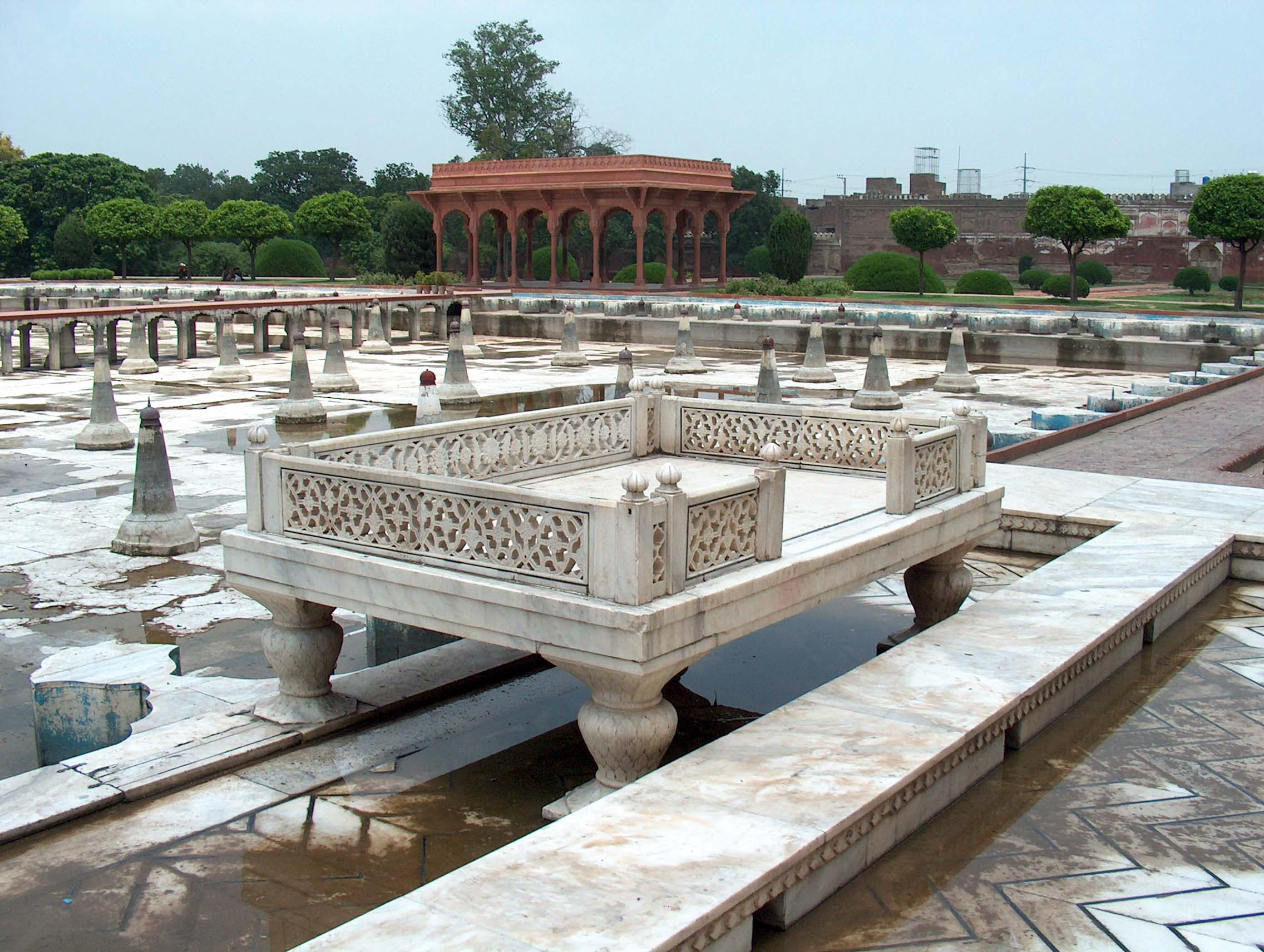
Vista de la terraza del segundo nivel, con las estructuras de mármol
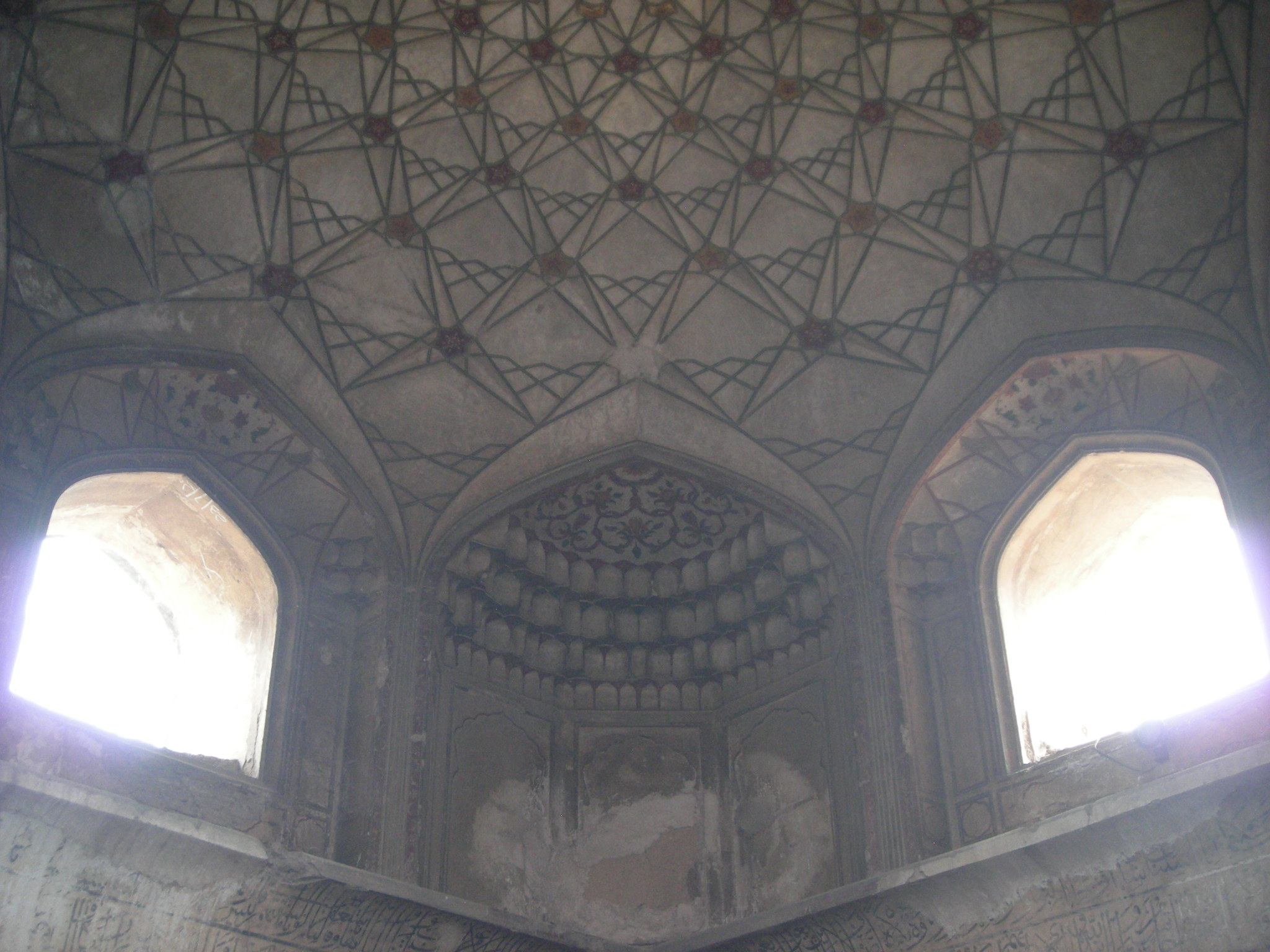
Detalles ornamentales del interior de uno de los pabellones